# Григорьев, Даниил Александрович
Дании́л Алекса́ндрович Григо́рьев (род. 16 марта 2002, Белгород) — российский футболист, полузащитник.

## Карьера
Играть с мячом начал с трёх лет, с пяти лет стал заниматься в футбольной секции с ребятами на два года старше. Играл за команду Академии Коноплёва и до марта 2020 года за молодёжку московского «Спартака», после чего перешёл в итальянский клуб «Прато». В феврале 2022 года подписал контракт с «Аланией», в составе которой дошёл до полуфинала Кубка России. 10 мая в матче против московского «Динамо» (0:3) заменил на 72-й минуте Давида Шавлохова, на 78-й минуте получил жёлтую карточку, а на 87-й минуте красную карточку и покинул поле. В январе 2023 года покинул клуб и перешёл в «СКА-Хабаровск», за который провёл единственный матч 27 июля против «Сокола» (0:1), заменив на 79-й минуте Юрия Бавина. В сезоне 2023/24 защищал цвета «Уфы». В июле 2024 года пополнил ряды «Енисея». В 2025 году подписал контракт с «Тюменью», а в конце июля того же года перешёл в «Сибирь».

## Статистика
| Выступление      | Выступление      | Выступление      | Лига | Лига | Кубок | Кубок | Итого | Итого |
| Клуб             | Лига             | Сезон            | Игры | Голы | Игры  | Голы  | Игры  | Голы  |
| ---------------- | ---------------- | ---------------- | ---- | ---- | ----- | ----- | ----- | ----- |
| Алания           | Д2               | 2021/22          | 6    | 0    | 1     | 0     | 7     | 0     |
| Алания           | Д2               | 2022/23          | 1    | 0    | 1     | 0     | 2     | 0     |
| Алания           | Итого            | Итого            | 7    | 0    | 2     | 0     | 9     | 0     |
| → Алания-2       | Д3               | 2022/23          | 9    | 0    | —     | —     | 9     | 0     |
| → Алания-2       | Итого            | Итого            | 9    | 0    | —     | —     | 9     | 0     |
| Всего за карьеру | Всего за карьеру | Всего за карьеру | 16   | 0    | 2     | 0     | 18    | 0     |

## Достижения
- Победитель группы «золото» дивизиона «А» Второй лиги: 2023/24